# Municipio de Castalia
El municipio de Castalia (en inglés: Castalia Township) es un municipio ubicado en el  condado de Nash en el estado estadounidense de Carolina del Norte. En el año 2010 tenía una población de 2.030 habitantes.

## Geografía
El municipio de Castalia se encuentra ubicado en las coordenadas 36°4′1.55″N 78°2′33.96″O / 36.0670972, -78.0427667.